# Nāḩiyat ath Thawrah
Nāḩiyat ath Thawrah (arabiska: ناحية الثورة) är ett underdistrikt i Irak.   Det ligger i provinsen Bagdad, i den centrala delen av landet. Huvudstaden Bagdad ligger i Nāḩiyat ath Thawrah.